# Heteropoda venatoria
Heteropoda venatoria es una especie de araña perteneciente a la familia Sparassidae. Fue descrita por Linnaeus en 1767, originalmente bajo el nombre Aranea venatoria. El nombre del género Heteropoda se deriva del griego y significa "patas desiguales", el nombre de la especie proviene de la palabra latina “venatoria” que significa cazadora, siendo en conjunto “cazadora de patas desiguales”.

## Nombre común
- Español: araña cangrejo gigante.[2]

## Clasificación y descripción de la especie
Son arañas de gran tamaño, llegando a alcanzar los 10 centímetros de longitud contando las patas; son bastante rápidas y nerviosas, a veces confundidas con araña cangrejo y araña lobo. El prosoma en las hembras presenta una coloración café, con líneas radiales oscuras delgadas, en la parte posterior se aprecia una línea blanca la cual lo bordea, en la parte central se observa un patrón parecido a una “v” de tamaño pequeño; el prosoma de los machos es bastante característico, predomina el color negro y café claro, se observa el mismo patrón parecido a una “v” pero de gran tamaño, el cual abarca gran parte del caparazón. Las patas son alargadas (más alargadas en el caso de los machos), de color café, con puntos negros en algunas partes; se encuentran dirigidas hacia los lados, como aplanadas hacia abajo; el opistosoma es color café, con una línea negra en la parte dorsal central y al menos dos puntos flanqueándola. No tejen telaraña, para cazar utilizan sus fuertes quelíceros y gran rapidez.

## Distribución de la especie
Es de amplia distribución, se le considera pantropical, o que se halla en todo el trópico a nivel mundial.

## Ambiente terrestre
Esta especie se puede encontrar en ambientes tropicales, donde la temperatura y humedad son altas, son comunes dentro de casas y en edificios.

## Estado de conservación
Esta araña no se encuentra dentro de ninguna categoría de riesgo en las normas nacionales e internacionales.